# Rudolf Steiner (calciatore)
Rudolf Steiner (24 gennaio 1907 – 12 novembre 1996) è stato un calciatore rumeno.

## Carriera
Soprannominato Steiner II per distinguerlo dal fratello Adalbert, Rudolf Steiner giocò per tutta la carriera nel Chinezul Timişoara.
Con la Nazionale rumena, disputò 5 partite dal 1926 al 1928 e partecipò al Mondiale 1930 in Uruguay, senza giocare alcuna partita.

## Palmarès

### Club

#### Competizioni nazionali
- Campionato rumeno: 1

Chinezul Timișoara: 1926-1927